# Camí Fondo
Camí Fondo és un barri de la ciutat de València que pertany al districte dels Camins al Grau, a l'est de la ciutat. Es troba al centre oest del districte, i marca l'inici d'alguns dels camins que comunicaven el centre de la ciutat amb el Grau i el port.
Es troba delimitat per l'avinguda del Port al nord, el carrer de Lebón a l'est, l'avinguda de les Balears, el carrer de Joan Baptiste Muñoz i el carrer d'Astúries al sud, i el carrer d'Eduard Boscà a l'oest. Altres carrers importants que travessen el barri són els carrers de les Illes Canàries i el del Pare Tomàs de Montañana.
Limita amb tots els barris del districte: al nord amb Albors i Aiora, a l'est amb La Creu del Grau i al sud amb Penya-Roja. A l'oest es troba el barri de Mestalla del districte Pla del Real.
La seua població el 2009 era de 4.724 habitants.

## Nom
Rep el nom del Camí Fondo del Grau, camí amb un nivell més baix que la resta de camins al Grau per estar més pròxim al vell llit del riu Túria i, per tant, més fondo i inundable respecte a la resta del terreny més al nord.

## Història
El límit oest del barri, el carrer d'Eduard Boscà forma part del vell Camí de Trànsits de la ciutat, mentre que el límit sud, el carrer d'Astúries és el traçat aproximat del Camí Fondo del Grau. Al nord es troba el carrer de les Illes Canàries que és el "Camí Vell del Grau". La zona no va ser urbanitzada fins a la segona meitat del segle xx.

## Elements importants
Als carrers d'Andrés Mancebo, de Josep Faus i de Lo Rat Penat es troben uns xaletets o casetes amb planta baixa i un primer pis i una xicoteta zona ajardinada a l'entrada de cadascun.

## Transports
Donen servei al barri les línies d'autobusos 2, 3, 4, 18, 30, 40 i N8 de l'EMT de València.